# Sterling Jones
Sterling Jones, auch Sterling Scott Jones (* 23. August 1929 in Waukesha, Wisconsin; † 15. August 2022 in München) war ein US-amerikanischer klassischer Violinist und Musikpädagoge. Er war Spezialist für das Spiel mittelalterlicher und frühneuzeitlicher Geigeninstrumente wie der Fidel und der Rebec.

## Leben und Werk
Sterling Jones war Gründungsmitglied des bekannten Ensembles Studio der frühen Musik. Er konzertierte mit diesem Ensemble über die gesamte Laufzeit von 18 Jahren. „Die Arbeit dieses Ensembles, die auf zahlreichen Aufnahmen dokumentiert ist, hatte einen kaum zu überschätzenden Einfluss auf die Rekonstruktion mittelalterlicher Musik.“ Er wirkte bei mehreren Projekten des Tübinger Ensembles „Ordo virtutum“ als Fidel-Spieler mit.
Er unterrichtete Aufführungspraxis des Mittelalters und frühe Streichinstrumente an der Schola Cantorum Basiliensis. Er veröffentlichte eine Ausgabe der Kompositionen von Tobias Hume für Gambe. Er veröffentlichte 1995 das Buch „The lira da braccio“. Er beschreibt hier die „lira da braccio“ aus dem 16. Jahrhundert als mögliches Bindeglied zwischen der mittelalterlichen „fiddle“ und der modernen Geige. Darüber hinaus gibt er Hinweise für ihre Verwendung und stellt ein ausgewähltes Repertoire für das Instrument zur Verfügung. Jones trat als Herausgeber von Fachpublikationen zur Alten Musik in der Reihe Pratica Musicale der Schola Cantorum Basiliensis auf.
Sterling Jones interessiert sich sehr für die Möglichkeiten des Einsatzes von Computern im Bereich der Musik. Hobbymäßig spielt er gerne Klaviermusik der Romantik. Sterling Jones lebte zuletzt in München.